# Misja na Marsa
Misja na Marsa (ang. Mission to Mars) – amerykański film fantastycznonaukowy z 2000 roku.
Inspiracją dla powstania filmu była formacja skalna Marsjańska Twarz odkryta przez sondę Viking 1 w 1976 roku.

## Fabuła
Film ukazuje lot na Marsa w 2020 roku. Podczas badania obszaru Marsa – Cydonii, astronauci znajdują dziwną górę, na której szczycie widzą dziwny twór. Jadą tam i podczas badania nadciąga wielka wichura, która zabija prawie całą załogę. Jeden z astronautów ocalał i wysyła wiadomość o katastrofie do Międzynarodowej Stacji Kosmicznej. Stacja postanawia wysłać kolejną grupę astronautów z misją ratunkową na Marsa.

## Obsada
- Gary Sinise – Jim McConnell
- Tim Robbins – Woody Blake
- Don Cheadle – Luke Graham
- Connie Nielsen – Terri Fisher
- Jerry O’Connell – Phil Ohlmyer
- Kim Delaney – Maggie McConnell
- Elise Neal – Debra Graham
- Peter Outerbridge – Sergei Kirov
- Jill Teed – Reneé Coté
- Kavan Smith – Nicholas Willis

## Odbiór
Według Zygmunta Kałużyńskiego reżyser przekroczył w tym filmie granicę śmieszności. Mimo że w pierwszej części obrazu dobrze zrekonstruowano autentyzm podróży kosmicznej, to jednak w finał sprawia duży zawód. Film był według niego symboliczny dla zapaści ówczesnego kina sf.